# Tempérance
Pour les articles homonymes, voir Tempérance (homonymie).

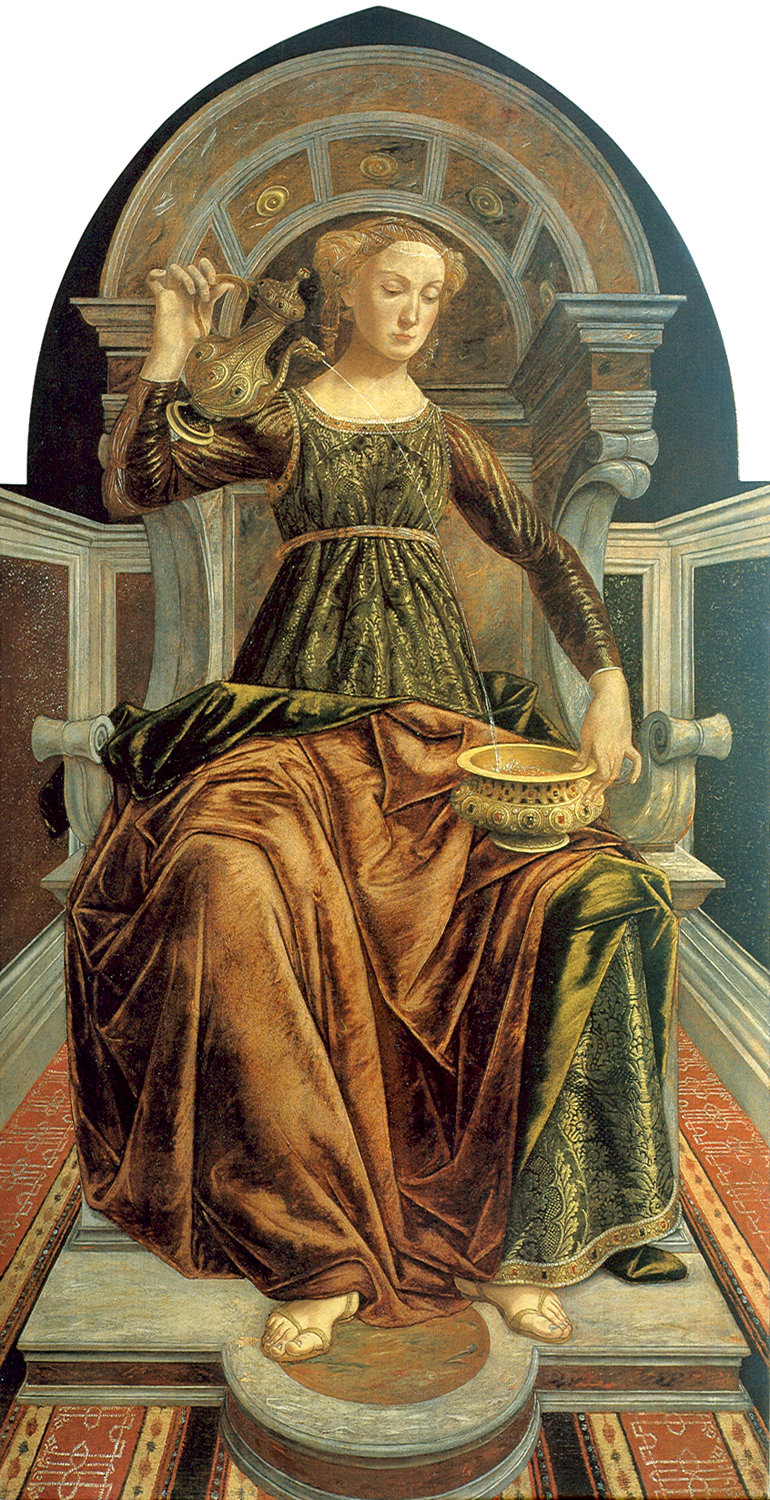
La tempérance de Piero Pollaiuolo, 1470

La tempérance est définie comme modération ou retenue de soi-même volontaire, le contrôle et la maitrise de soi avec frustration volontaire, donc résister à des excès. Elle est typiquement décrite en fonction de ce qu'un individu se retient de faire. Ceci inclut la retenue de représailles comme désir de paix et de pardon, retenue d'arrogance comme forme d'humilité et de modestie ainsi que la retenue d'excès comme forme de prudence, de calme et de contrôle de soi. 
Elle est (avec la prudence, la force et la justice) l’une des quatre vertus cardinales, dans la philosophie réaliste comme chez le philosophe grec Platon. Il existe différentes versions des quatre vertus cardinales (Sagesse, Justice, Prudence, Tempérance), (Sagesse, Justice, Courage, Tempérance) ou encore (Sagesse, Justice, Force Morale, Tempérance) selon l'empereur et philosophe stoïcien Marc Aurèle.
Saint Thomas d'Aquin reprendra cette classification en fondant toute sa morale du bonheur sur les vertus cardinales. 
Il y ajoutera les vertus théologales (qui sont la foi, l’espérance et la charité) et les dons du Saint-Esprit qui forment toute la structure anthropologique de la personne « mise debout » dans sa nature et par la grâce.

## Caractéristiques
La vertu de tempérance est liée aux trois autres vertus cardinales : on ne peut être vraiment prudent, ni vraiment juste, ni vraiment fort, si l’on ne possède pas aussi la vertu de tempérance. Cette vertu conditionne indirectement toutes les autres vertus - mais toutes les autres vertus sont indispensables pour que l’Homme soit tempérant (ou sobre). Cette vertu est appelée aussi sobriété. Elle est nécessaire à l’harmonie intérieure de l’homme, à sa beauté intérieure - et à sa santé (psychique et physique).
Le terme de tempérance semble se rapporter en quelque sorte à ce qui est hors de l’Homme (nourriture, boisson, etc.). Cette référence à des éléments extérieurs à l’Homme trouve son fondement dans l’Homme. La vertu de tempérance permet à chaque Homme de faire triompher son « moi supérieur » sur son « moi inférieur ». Cette maîtrise met en valeur le corps. La vertu de tempérance fait en sorte que le corps et nos sens trouvent la juste place qui leur revient dans l'être humain.

## La tempérance pour les Grecs
Pour les Grecs (Platon et Aristote notamment), la tempérance (ou modération, autre terme pour traduire le grec ἐγκράτεια / énkráteia) est une vertu essentielle, qui vise à contrer un vice qui hantait les Grecs : la démesure.
Nietzsche, dans la Naissance de la tragédie, rattache l'hybris au dionysiaque et la sophrosyne à l'apollinien.

## La tempérance dans le christianisme

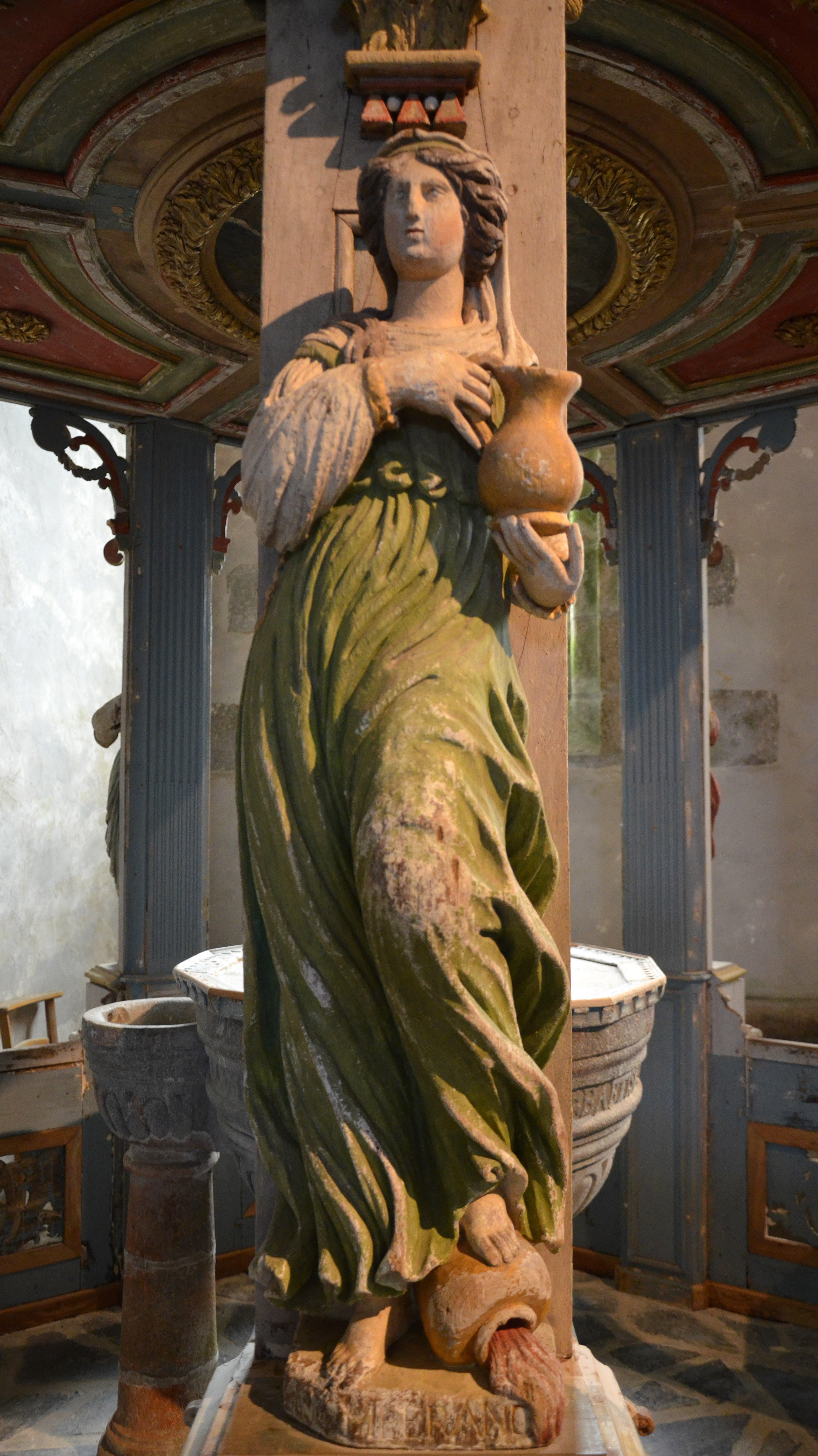
Représentation de la tempérance, sculpture de bois peint, datée de 1683, sur l'édicule qui couvre la cuve baptismale de l'église bretonne de Commana. La figure renverse du pied une cruche de vin, et tient une cruche d'eau.

Dans le christianisme, la tempérance est une forme de modération et est liée à la sagesse spirituelle qui est abordée dans l'épître de Jacques au chapitre 3 verset 1. Dans la première épître à Timothée, la tempérance est une caractéristique requise pour être évêque dans l'église.
La tempérance est la vertu morale qui modère l'attrait des plaisirs et procure l'équilibre dans l'usage des biens créés. Elle assure la maîtrise de la volonté sur les instincts et maintient les désirs dans les limites de l'honnêteté. Dans l'Épître à Tite 2, 12, elle est un cadre de vie pieuse .
Possède la vertu de tempérance celui qui sait se maîtriser, celui qui ne permet pas à ses passions de l’emporter sur la raison, sur la volonté et aussi sur le cœur. Cette vertu exige aussi l'humilité devant les dons que Dieu a offerts à notre nature humaine, humilité du corps et humilité du cœur.

## Tarot
Tempérance est la quatorzième carte du tarot de Marseille. Cette carte représente un personnage ailé tenant deux vases reliés entre eux par un courant d'eau. Le personnage est bicolore.